# Новосёлка (Камешковский район)
Новосёлка — деревня в Камешковском районе Владимирской области России, входит в состав Сергеихинского муниципального образования.

## География
Деревня расположена на берегу реки Печуга в 3 км на юг от центра поселения деревни Сергеиха и в 17 км на северо-запад от райцентра города Камешково.

## История
В конце XIX — начале XX века деревня входила в состав Быковской волости Суздальского уезда. В 1859 году в деревне числилось 24 дворов, в 1905 году — 44 дворов, в 1926 году — 72 хозяйств.
С 1929 года деревня являлась центром Новосельского сельсовета Суздальского района, с 1940 года — в составе Сергеихинского сельсовета Камешковского района, с 2005 года — в составе Сергеихинского муниципального образования.

## Население
| 1859 | 1905 | 1926 |
| ---- | ---- | ---- |
| 164  | 270  | 325  |

| 1859 | 1905 | 1926 | 2002 | 2010 | 2021 |
| ---- | ---- | ---- | ---- | ---- | ---- |
| 164  | ↗270 | ↗325 | ↘36  | ↘13  | ↗22  |